# Bak Béla Sándor
Bak Béla Sándor (feltehetően 1915 előtt született és 1942 után hunyt el) író, kiadói sorozatszerkesztő.
Írói álnevei: Bob King, Garry Tex, A. G. Murphy álneveket használta a kalandos, főleg vadnyugati regényeinél.
B. B. Ariane, és Marlito Prudenso néven romantikus történeteket írt.
Kisregényei, regényei eleinte szerzői magánkiadásban, majd a Közművelődési Könyv- és Hírlapterjesztő Kft. gondozásában jelentek meg. Később saját cégénél, az Aurora Könyvkiadó Vállalatnál az Aurora könyvek című sorozatban, majd a Kaland Könyvkiadónál, ahol a sorozatok szerkesztője volt.

## Művei
- Bob King: Halálriadó, 1934?, szerzői magánkiadás, Budapest, 63 oldal
- Bob King: A bíbor banda, szerzői magánkiadás, Budapest, 1940, 63 oldal
- A csontvázak útja, szerzői magánkiadás, Budapest, 1940, 64 oldal
- B. B. Ariane: A diadalmas szerelem, szerzői magánkiadás, Budapest, 1940, 127 oldal
- A fekete pávián, szerzői magánkiadás, Budapest, 1940, 63 oldal
- A rettegés ösvénye, szerzői magánkiadás, Budapest, 1940, 64 oldal
- A suhanó halál, szerzői magánkiadás, Budapest, 1940, 63 oldal
- Garry Tex: A suttogók bandája, szerzői magánkiadás, Budapest, 1940, 126 oldal
- Garry Tex: A vadnyugat törvénye, szerzői magánkiadás, Budapest, 1940, 63 oldal
- Garry Tex: Az elátkozott völgy, szerzői magánkiadás, Budapest, 1940, 126 oldal
- Bill Tex visszaüt, szerzői magánkiadás, Budapest, 1940, 63 oldal
- Bob mindent kiderít, szerzői magánkiadás, Budapest, 1940, 64 oldal
- Élve vagy halva, szerzői magánkiadás, Budapest, 1940, 63 oldal
- Hajsza a hegyek között, szerzői magánkiadás, Budapest, 1940, 63 oldal
- A. G. Murphy: Mexikó ördöge, szerzői magánkiadás, Budapest, 1940, 63 oldal
- Marlito Prudenso:[3] Ninette eltűnik, Közművelődési Kft., Budapest, 1940, 64 oldal
- Garry Tex: A rabló két fia, Közművelődési Kft., Budapest, 1940, 63 oldal
- Marlito Prudenso: A lopott férj, Közművelődési Kft., Budapest, 1940, 64 oldal
- Bob King: Mexikói szörnyeteg, Hajnal, Budapest, 1940, 62 oldal
- Marlito Prudenso: A tékozló leány, Közművelődési Kft., Budapest, 1940, 63 oldal
- Garry Tex: A revolverhős fia, Közművelődési Kft., Budapest, 1940, 63 oldal
- Marlito Prudenso: Egy leány szeretni akar, Közművelődési Kft., Budapest, 1940, 63 oldal
- Marlito Prudenso: Asszonyáldozat, Közművelődési Kft., Budapest, 1940, 63 oldal
- Marlito Prudenso: Jean Ilotte kedvese, Közművelődési Kft., Budapest, 1940, 63 oldal
- A. G. Murphy: Vadnyugati örökség, Közművelődési Kft., Budapest, 1940, 62 oldal
- A. G. Murphy: A fekete párduc, Közművelődési Kft., Budapest, 1940, 63 oldal
- A. G. Murphy: A Fekete Császár, Közművelődési Kft., Budapest, 1940, 64 oldal
- A. G. Murphy: A három tehén farmja, Közművelődési Kft., Budapest, 1940, 64 oldal
- Garry Tex: A halál éjszakája, Közművelődési Kft., Budapest, 1940, 64 oldal
- Marlito Prudenso: Tánc a boldogságért, Közművelődési Kft., Budapest, 1940, 63 oldal
- Marlito Prudenso: Egyszer az életben ..., Közművelődési Kft., Budapest, 1940, 64 oldal
- Éjféli keringő, Aurora, (Hungária Ny.), Budapest, 1941, 94 oldal
- Garry Tex: A bandita fia, szerzői magánkiadás, Budapest, 1941, 128 oldal
- A. G. Murphy: A sátán fia, szerzői magánkiadás, Budapest, 1941, 64 oldal
- Garry Tex: A sátán völgye, szerzői magánkiadás, Budapest, 1941, 64 oldal
- Garry Tex: Rémület Texasban, szerzői magánkiadás, Budapest, 1941, 64 oldal
- A. G. Murphy: Ezer lyukas dollár, Közművelődési Kft., Budapest, 1941, 64 oldal
- Marlito Prudenso:[3] A szerelem győzelme, szerzői magánkiadás, Budapest, 1941, 128 oldal
- A. G. Murphy: A vörös pók visszatér, Aurora, Budapest, 1941, 64 oldal
- A. G. Murphy: Texasi titok, szerzői magánkiadás, Budapest, 1941, 64 oldal
- A. G. Murphy: Dixon a fenevad, Kaland Könyvkiadó, Budapest, 1941, 48 oldal
- Garry Tex: A senki fia, Kaland Könyvkiadó, Budapest, 1941, 48 oldal
- A. G. Murphy: A revolvernélküli fiú, Kaland Könyvkiadó, Budapest, 1941, 32 oldal
- Marlito Prudenso: Férj a láthatáron, Aurora, Budapest, 1941, 80 oldal
- A. G. Murphy: A préri lovagja, Globus Ny., Budapest, 1941, 64 oldal
- Garry Tex: A revolverművész, Aurora, Budapest, 1941, 80 oldal
- Garry Tex: Texas királya, Globus Ny., Budapest, 1942, 32 oldal
- Garry Tex: Az idegen lovas, Globus Ny., Budapest, 1942, 32 oldal
- Garry Tex: Az éjféli lovas, Tarka könyvek sorozat, Globus, Budapest, 1946, 16 oldal
- Garry Tex: A vörös farkas, Tarka könyvek sorozat, Hungária Ny., Budapest, 1946, 32 oldal